# Jan Tromp (kunstfluiter)
Jan Tromp, eigenlijk Jan Trompé (Amsterdam, 16 oktober 1934 – aldaar, 23 december 2006), was een Nederlands kunstfluiter.
Jan Tromp, een neef van Toby Rix,  werd een bekendheid in Nederland in 1950, toen hij een talentenjacht won in het radioprogramma De bonte dinsdagavondtrein. In 1957 speelde hij mee in een film, namelijk in Kleren maken de man. 
Jarenlang trad hij met veel succes op, tot door de komst van de televisie de belangstelling voor het kunstfluiten afnam. Een van zijn succesnummers was het lied Droomland. Een lied van Jan Tromp werd jarenlang gebruikt als afsluiting van de VPRO-televisieavonden. Hij was ook te horen en te zien in de IKON-leader in de periode 1982-1988.
Hoewel hij goeddeels met zijn verleden had gebroken, waren er plannen voor een comeback, maar die liepen op niets uit. Tromp overleed op 72-jarige leeftijd. Hij werd begraven op Zorgvlied.

## Discografie
- Jan Tromp whistling solo with orchestral accompaniment (ep), Philips, 1956
- Jan Zijdel en Jan Tromp (7"), Polydor, 1973
- Jan Tromp: kunstfluiter (7"), Philips, 1973